# Níké

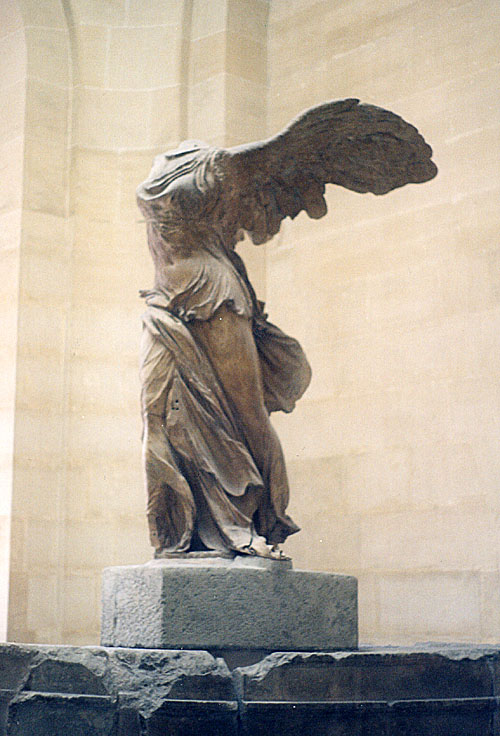
Níké Samothrácká – torzo významné antické sochy v Pařížském Louvru

Niké (řecky νίκη, latinsky Victoria – vítězství) je v řecké mytologii bohyně vítězství. Její matkou je Styx (nenávist) a otcem Pallás (boj), sourozenci Biá (násilí), Zélos (moc, úsilí, snaha) a Kratos (síla). Spolu pomohli Diovi v boji proti Titánům.
Pouze Níké ale byla uctívána, a proto je známější než její sourozenci. Centrem kultu bohyně Níké byl chrám na athénské Akropoli.

## Niké ve výtvarném umění
Ve výtvarném umění byla důsledně zobrazovaná jako okřídlená postava, čímž v antické mytologii tvoří výjimku v zobrazování božstev. Často je zobrazována jako malá soška v rukou Dia nebo Athény. To vyjadřovalo skutečnost, že Níké byla ctěna nejen lidmi, ale i ostatními božstvy.
Níké byla zobrazována s různými atributy, které symbolizují vítězství. Často s hudebními nástroji (Kitharou (Lyrou), Phialou) s Thymaterionem (kadidelnicí) s dary pro vítěze (věnec, květiny, palmová ratolest, šerpa, džbán s vínem (Oinochoe).

## Nejvýznamnější sochy Níké
Nejvýznamnější zobrazení Níké je Níké Olympijská. Torzo této antické sochy bylo objeveno roku 1875 při vykopávkách v Olympii německými archeology. Na rozdíl od mnoha jiných antických soch nejde o římskou kopii, ale přímo o řecký originál, vytvořený sochařem Paiónem v druhé polovině 5. stol. př. n. l. Dnes je v Olympijském muzeu.
Další slavné zobrazení Níké je proslulá Níké Samothrácká. Tato helénistická kopie neznámého řeckého mistra ze začátku 2. stol. př. n. l. byla objevena roku 1863 v tzv. svatyni Velkých bohů na řeckém ostrově Samothráké. Původně byla umístěna na podstavci ve tvaru přídě vítězné řecké lodi. Dnes je vystavena v pařížském Louvru.
Známá je též Níké Varšavská, socha umístěná poblíž varšavského Starého města, připomínající hrdinství obyvatel Varšavy v letech 1939–1945. Památník byl vybudován roku 1964 a v devadesátých letech obnoven. Níké zde mohutně napřaženým mečem bojuje přesto, že už je poražena. Symbolicky tím připomíná „neporazitelné město“, jehož obyvatelé se vzbouřili proti německým okupantům. Tato Níké se odlišuje od ostatních vyobrazení bohyně nejen mírně odlišnou symbolikou, ale také tím, že nemá křídla.